# 卡尔维萨诺
卡尔维萨诺（義大利語：Calvisano），是意大利布雷西亚省的一个市镇。总面积45平方公里，人口8598人，人口密度191.1人/平方公里（2009年）。国家统计（ISTAT）代码为017034。